# هدى إبراهيم
هدى إبراهيم (10 مايو 1980 -)، ممثلة أردنية عملت في الفن الكويتي، ويتوقع اعتزالها للتمثيل حيث أن آخر عمل شاركت به عام 2011.

## حياتها
هي من أصل فلسطيني، بدأت التمثيل كهواية عام 2000 من خلال مسلسل الخطر معهم واستمرت بالمجال الفني بمشاركتها بعدد المسلسلات التلفزيونية.

## أعمالها

### من المسلسلات
- الخطر معهم - أكثر من جزء.
- كافية بو عزوز .
- زحف العقارب.
- صمت السنين.
- الاخطبوط.
- الدكتورة.
- البوية.
- بين الهدب دمعة.
- الرحى.
- بلاغ للرأي العام.
- بين عصرين.
- دار الهوا.
- أسرار القلوب.[1]
- امراة و آخرى.
- بقايا الأمس.
- رصاصة رحمة.
- العقيد شمة.
- الحب الكبير.
- إلعب غيرها.
- أيام الفرج.
- كريمو.
- العضيد.
- الثمن.

## روابط خارجية
- هدى إبراهيم على موقع قاعدة بيانات الأفلام العربية